# Médecin-chef à la Santé
Pour le livre, voir Médecin-chef à la prison de la Santé.
Pour plus de détails, voir Fiche technique et Distribution.
Médecin-chef à la Santé  est un téléfilm français réalisé par Yves Rénier, diffusé le 17 octobre 2012 sur France 2, rediffusé le 5 novembre 2014 sur France 2.

## Synopsis
Séverine Vincent, médecin, remplace temporairement un collègue à la prison de la Santé à Paris.

## Tournage
Les scènes intérieures de prison ont été tournées fin décembre 2011 dans la prison pour hommes de Rennes Jacques Cartier, désaffectée en mars 2010.
Certaines scènes du film ont également été tournées dans l'ancien bâtiment de médecine de l'École nationale vétérinaire de Maisons-Alfort[réf. nécessaire].

## Technique
- Réalisateur : Yves Rénier
- Scénaristes : Jean-Luc Estebe, Véronique Vasseur d'après son livre
- Producteurs : Claude Chelli, Capa Drama
- Compositeur musique originale : Michael Stevens
- Compositeur musique originale additionnelle : Adrien Bekerman
- Chef-opérateur : Denis Rouden
- Steadicam : Loïc Andrieu
- Cadreur : Vincent Casiro
- Durée : 90 minutes

## Distribution
- Mathilde Seigner : Séverine Vincent
- Samuel Labarthe : Richard Vincent
- Youssef Hajdi : Driss Chahidi
- Jérôme Robart : Olivier Meignan
- Valérie Dashwood : Raphaëlle
- Stéphan Wojtowicz : Gilles Thiercelin
- Hyacinthe Imayanga : Bruno Makélé
- Luc-Antoine Diquéro : Pierre Jablonski
- Jean-Pierre Malignon : Denis Malvois
- Philippe Résimont : Brice Edelman
- Alain Cerrer : Alain Muller
- Philippe Fretun : Régis Poletti
- Stella Roche : Sandra
- Caroline Piette : Juliette
- Paul Belmondo : Brismontier
- Malena Barillaro : Violette Vincent
- Miglen Mirtchev : Milan Bregovic
- Sofiene Mamdi
- Alexis Loret
Bernard Mazzinghi : PDG quarter VIP
- Kévin Kister : Kévin Martinez